# Festival zabavne glazbe Split
Festival zabavne glazbe Split ili jednostavnije Splitski festival jedan je od najpopularnijih festivala lakih nota u Hrvata, koji se već 57 godina održava svakog ljeta u Splitu. Splitske Prokurative, na kojima se festival održava od kasnih 1960-ih, znaju zablistati početkom srpnja i postati centar glazbenog svijeta zemlje za narednih par festivalskih dana. Prvi Splitski festival održan je 1960. godine, kao glazbeno-modna revija "More-Revija-Split", a od tada je pa do danas na njemu izvedeno preko 800 kompozicija najznačajnijih domaćih autora (Zdenko Runjić, Arsen Dedić, Đelo Jusić, Nikica Kalogjera, Rajko Dujmić, Zrinko Tutić, Đorđe Novković) u interpretaciji najjačih imena domaće zabavne muzike (Oliver Dragojević, Tereza Kesovija, Kemal Monteno, Radojka Šverko, Ibrica Jusić, Miki Jevremović, Meri Cetinić, Tedi Spalato, Zorica Kondža) i najboljih domaćih vokalno-instrumentalnih sastava ("Dubrovački trubaduri", "Pro arte", "Indexi", "Teška industrija", "Novi fosili", "Magazin", "grupa 777").

## Melodije Jadrana 1960. – 1966.
Prvi splitski festival održan je 1960. godine, tek kao popratni dio programa ljetne modne revije "More-Revija-Split", koja se održavala na bazenima omladinskog školskog kluba POŠK-a.  U pauzi presvlačenja manekenki, među kojima je bila i kasnija zvijezda ranih Splitskih festivala, Maruška Šinković, izvedene su samo tri od prispjelih 70ak kompozicija. Pjesme su izvedene uz plesni orkestar Đekija Srbljenovića, a jednu od njih pjevao je kasniji šampion "Splita" Vice Vukov. 1961. festival nije održan, jer je odlučeno, da ta godina bude pripremna, no zato je 1962. "Split", tada poznat još pod imenom "Melodije Jadrana" zabljesnuo na istom mjestu u još većem sjaju, ovaj put krajem ljeta. Na Festivalu se prvi put pojavljuje Zdenko Runjić, tada još srednjoškolac, čije "Ćakule o siromajima" s Terezom Kesovijom odnose prvu nagradu publike. Festival je pod velikim uticajem dva starija mediteranska festivala, onog u Sanremu i Opatiji, što se osjeća i u prvim kompozicijama s "Melodija Jadrana", koje neodoljivo vuku na talijansku kanconu. Među zvijezdama prvih festivalskih godina je sama krema tadašnje domaće zabavne muzike: Tereza Kesovija, Arsen Dedić, Gabi Novak, Ivo Robić, Đorđe Marjanović, Vice Vukov, Nada Knežević, Anica Zubović. Prve festivalske uspješnice govore o moru, obali, mjesečini, šetnjama na rivi, putovanjima, ribanju. Ništa se ne mijenja ni 1963., kad festival seli na ljetnu pozornicu kina "Bačvice", u istoimenoj splitskoj gradskoj uvali. Prve nagrade odnose uglavnom autori sa zagrebačkom adresom, Dedić i Kalogjera, no već nekoliko godina kasnije sve će se promijeniti u korist domaćih snaga. 
1964. rođena je i himna festivala – "Nima Splita do Splita", koju pjevaju Tereza i Toni Kljaković, ali i nezaobilazni evergreen domaće šlageristike – "Kuća pored mora", kojeg su u alternaciji otpjevali Arsen Dedić i njegova kasnija supruga Gabi Novak. Na 5. jubilarnim "Melodijama Jadrana" 1965. izvodi se 20 pjesama s gotovo 40 festivalskih aranžmana, koje rade naši najpoznatiji kompozitori-aranžeri: Alfi Kabiljo, Krešimir Oblak, Nikica Kalogjera, Zlatko Černjul, Stipica Kalogjera, Pero Gotovac. Te godine počinje trijumfalni pohod Vice Vukova na festivalske nagrade, kojeg je splitska festivalska publika inače obožavala. Vice Vukov pjeva 1965. "Bodulsku baladu", 1966. "Bokeljsku noć", a 1967. legendarno "Pismo ćali". Uspjeh se nastavlja i 1968. s "Dalmatinskom elegijom" i "Zvonima moga grada" 1970.
Splitski biseri 1960. – 1966.:
- "Slušaj more" (1960.) – Vikica Brešer
- "Ćakule o siromajima" (1962.) – Tereza
- "Maškare" (1962.) – Anica Zubović & Marko Novosel
- "Balada o tovaru" (1963.) – Ðorđi Peruzović
- "Veslaj, veslaj" (1963.) – Zdenka Vučković i Arsen Dedić
- "Moja kala" (1963.) – Ivo Robić
- "Nima Splita do Splita" (1964.) – Tereza
- "Kuća pored mora" (1964.) – Gabi Novak
- "Bodulska balada" (1965.) – Vice Vukov
- "Stara cura" (1965.) – Arsen Dedić
- "Bokeljska noć" (1966.) – Vice Vukov
- "Ljeto s Irenom" (1966.) – Arsen Dedić
- "Vražja Mare" (1966.) – Đorđi Peruzović

## Međunarodna festivalska ljeta 1967. – 1974.
Splitski festival 1967.godine prelazi s ljetnje pozornice kina "Bačvice" na monumentalne Prokurative, gdje dobiva internacionalni karakter. Organizatori su, naime, shvatili da nešto treba promijeniti, jer je zanimanje domaće publike za festival naglo poraslo, što se vidjelo i u broju prodanih festivalskih ploča. Iz Zagreba stižu prva voditeljska imena domaće televizije, Gordana Bonetti i Ljubo Jelčić. Uz 13 jugoslavenskih kompozitora zabavne glazbe, osam njihovih inostranih kolega rade na aranžmanima za 22 skladbe, koje izvodi 14 domaćih izvođača i tri ansambla, te osam stranih pjevača i dva vokalno-instrumentalna sastava internacionalnog ranga, engleski "The Shadows" i "The Lords". Te 1967. debitira i Oliver Dragojević, no s bljedunjavom izvedbom Runjićeva "Picaferaja" ostaje ipak nezapažen. Sljedeća je, 1968. godina neponovljiva, jer na Prokurative dolazi prvo ime talijanske kancone, legendarni Domenico Modugno, koji pjeva u gala-programu. Od domaćih snaga briljiraju "Dubrovački trubaduri", Maruška Šinković, Arsen Dedić, a ne treba zaboraviti i neke od slovenskih autora i pjevača, čije su pjesme veoma odgovarale splitskom i dalmatinskom festivalskom senzibilitetu. Od 1969. festival je i službeno odbacio naziv "Melodije Jadrana" i sad se zove Internacionalni festival zabavne muzike. Te 1969. festival bilježi brojne skandale i pikanterije, koje "Splitu" na kraju samo gode. Na Prokurativama pjevaju prva imena talijanske kancone, Claudio Villa, Gino Paoli i Iva Zanicchi (umjesto najavljene Ornele Vanoni), a prvu ligu domaćih izvođača čine Arsen Dedić i Tereza Kesovija. Oko njihove dvije pjesme te 1969. – "Vraćam se" i "Nono, moj nono" stvorio se čitav jedan skandal, u kojem je "Nono" Nikice Kalogjere nadmašio favorita žirija Arsena Dedića, koji se uz zvižduk publike morao povući sa svojim talijanskim prijateljem Paolijem, koji je tu istu pjesmu pjevao u alternaciji. 
Na desetom jubilarnom festivalu "Split ´70" nastupilo je čak 18 zemalja. Selekcijska komisija izabrala je 18 domaćih i 18 stranih kompozicija za izvođenje na Prokurativama, na kojima se te godine pojavila čitava plejada novih, mladih i perspektivnih imena: Ibrica Jusić, Josipa Lisac, Duško Lokin, Majda Sepe, Krunoslav Slabinac, Boba Stefanović, Ljupka Dimitrovska. Međutim, te će 1970. nadmoćno pobijediti Radojka Šverko s evergreenom Esada Arnautalića "Kud plovi ovaj brod", čiji tekst potpisuje Arsen Dedić, skriven iza pseudonima Luka Juras, zbog toga što je godinu prije obećao da se nikada više neće vratiti na "Split", barem ne kao pjevač ili kompozitor. 
Naredna je 1971. u znaku dalmatinskog megahita "Proplakat će zora", koja je nastala na osnovu istoimene dalmatinske narodne pjesme. Mišo Kovač ovom se pjesmom konačno etablirao na domaćem estradnom nebu, pokazujući da ima izraziti senzibilitet za pjesme s dalmatinskom tematikom, kojoj će se vraćati i narednih godina. Pažnju medija na festivalu iz 1972. godine izaziva zanosna Milva, talijanska diva osebujnog glasa, koja uz Tonyja Christiea pjeva u gala-programu festivala. Naredne godine primjetna je izvjesna zasićenost i pad festivala, jer Prokurative tog ljeta ne bilježe onako veliki broj hitova kao proteklih godina. Favoriti festivalskog auditorija su Miki Jevremović s pjesmom "Jedna soba s pogledom na more" i Maruška Šinković sa " Ča je bilo tega više ni". 1974. na Prokurative se vraća i Oliver, no njegovo vrijeme dolazi tek godinu dana kasnije, kad će pjevati "Galeba". Zdenko Runjić je stvarni pobjednik "Splita ´74", jer su njegove dvije šansone, "Sunčane fontane" s Terezom Kesovijom i "Ja ne mogu drugo nego da je ljubim" s Mišom Kovačem apsolutni favoriti festivala. 
Splitski biseri 1967. – 1974.:
- "Pismo ćali" (1967.) – Vice Vukov
- "Beat na moru" (1967.) – VIS "Delfini"
- "Picaferaj" (1967.) – Oliver Dragojević
- "Luda mladost" (1967.) – "Dubrovački trubaduri"
- "To je moj svijet" (1968.) – Arsen Dedić
- "Dalmatinska elegija" (1968.) – Vice Vukov
- "Dalmatinski lero" (1968.) – "Dubrovački trubaduri"
- "Dani ča i´ nima" (1968.) – Maruška Šinković
- "Nono, moj nono" (1969.) – Tereza Kesovija
- "Vraćam se" (1969.) – Arsen Dedić
- "Krenule su lađe" (1969.) – Josipa Lisac
- "Kud plovi ovaj brod" (1970.) – Radojka Šverko
- "Nevera" (1970.) – Toma Bebić
- "Cvijet čežnje" (1970.) – Krunoslav Slabinac
- "Kapetane moj" (1970.) – Josipa Lisac
- "Zvona moga grada" (1970.) – Vice Vukov
- "Gdje je taj svijet" (1970) – Đorđi Peruzović
- "Proplakat će zora" (1971.) – Mišo Kovač
- "48 uri" (1971.) – Đorđi Peruzović
- "La musica di notte" (1972.) – "Dubrovački trubaduri"
- "Di si bija kad je grmilo" (1972.) – Ðorđi Peruzović
- "Odvest ću te na vjenčanje" (1972.) – Mišo Kovač
- "Decembarska pisma" (1972.) – Maruška Kalogjera
- "Leute moj" (1972.) – Toma Bebić
- "Ča je bilo tega više ni" (1973.) – Maruška Kalogjera
- "Jedna soba s pogledom na more" (1973.) – Miki Jevremović
- "Bijela lađa" (1973.) – Mišo Kovač
- "Konistra moje matere" (1973.) – Radojka Šverko
- "Gala, gala" (1973.) – Đorđi Peruzović
- "Sunčane fontane" (1974.) – Tereza Kesovija
- "Ponoćno sunce" (1974.) – Ðorđi Peruzović
- "Ča će mi Copacabana" (1974.) – Oliver Dragojević

## Zlatne godine na Prokurativama 1975. – 1980.
Ljeta koja predstoje se sa sigurnošću mogu nazvati zlatnima, a čovjek koji je najviše zadužen za to je Zdenko Runjić. Ovaj se vrsni splitski kompozitor svake godine pojavljivao s barem dvije pjesme na Prokurativama, a svaka je znala pogoditi "u sridu". Kombinacija Zdenko Runjić (muzika), Tonči Zuppa ili Jakša Fiamengo (tekst), Stipica Kalogjera (aranžman), te Oliver Dragojević (interpretacija) pouzdan su znak za kvalitet i sinonim za preko dvadesetak splitskih festivalskih bisera, koji su nerazdvojan dio dalmatinske pjesmarice 20. stoljeća. Nakon što je 1974. Splitski festival po posljednji put bio internacionalni, 1975. nastaje praznina, koju su organizatori popunili Večerima dalmatinskih šansona. 
Na Večeri dalmatinskih šansona te 1975. nastupa i Oliver s "Galebom", no od 12 šansona prema glasovima publike Oliver ostaje tek na slabom osmom mjestu. Tek će kasnije "Galeb" dobiti ono priznanje, kakvo je i zaslužio i kakvo ima i danas kao pjesma nad pjesmama svih splitskih festivala (do 1990.). Suradnja Runjić-Dragojević 1976. rezultira uspjehom "Skalinade", koja je postala najizvođenija dalmatinska pjesma i svojevrsna himna življenja na dalmatinskom kamenu. Festival je te, ali i narednih godina bio pun mediteranske raspjevanosti i živosti, nota koje su slijevale u zvukove mora i mirise obale. Tereza Kesovija te 1976. pjeva pjesmu Nikice Kalogjere "Sviraj mi, sviraj" i pobjeđuje, a ništa lošiji nije ni Kemal Monteno, koji od te godine postaje redovit gost na Prokurativama. Nezaboravne su njegove interpretacije pjesama "Cvite bili iz đardina" (1977), "Sunce djetinjstva" i "Putovanja" (1978), "Adrijana" (1979), "Zvono djetinjstva" (1980), "Pričaju stare none" (1981), "Dobra večer uzorita" (1983), "Produži lađo" (1984), "Zaboravi" (1995), "Kad ja ne mogu" (1997), "U meni imaš dom" (2002), "Da je moja mandolina znala" (2005). 1977. su svi bili zaraženi romantikom. U tri festivalske večeri moglo se čuti na pretek ljubavnih šansona, serenada i mediteranskih šlagera, koji kao da su se natjecali, koji će biti ljepši od drugoga. Prva liga domaćih izvođača pjevala je te 1977. o malinkoniji, romanci, đardinima, mjesečini, šetnjama uz more, raspjevanim djevojkama, Diridondi. 
Naredna je godina bila u sličnom tonu, s tim da su sve prve nagrade, na sve tri festivalske večeri ponijeli Oliver i Zdenko Runjić. "Poeta", "Oprosti mi, pape" i "Cvit Mediterana" danas su sastavni dio svake dalmatinske muzičke antologije i jednako tako svježi kao i prije 27 godina. 1979. je u znaku apsolutnih debitanata, kada Đorđe Balašević za svoga "Panonskog mornara" zaslužno odnosi festivalsko zlato na Večeri dalmatinskih šansona, a njegov kolega Zlatko Pejaković, iz iste diskografske kuće PGP RTB, zlato za mediteransku kantolinu "Ljetu je mome kraj" na Večeri zabavnih melodija. 
Dvadeseti jubilarni Splitski festival 1980. godine, kao i njegovi prethodnici, u potpunosti je u znaku tradicionalne dalmatinske melodije i poetskog, pitkog teksta, koje izvodi sam Olimp domaćih izvođača. Festivalske melodije sa "Splita" objavljuje čak pet diskografskih kuca kod nas, uključujući i vječite konkurente zagrebački "Jugoton" i beogradski "PGP RTB". Na festivalu pjevaju Oliver, Meri Cetinić, Mišo Kovač, Ljupka Dimitrovska, "Novi fosili", Kemal Monteno, Ivo Pattiera, "Pepel in kri", Miki Jevremović, Maja Odžaklievska, Ditka Haberl. Veliki je hit tog festivalskog ljeta bio duet Olivera i Borisa Dvornika s neponovljivom "Nadalinom". 
Splitski biseri 1975. – 1980.:
- "Galeb i ja" (1975.) – Oliver Dragojević
- "Nježne strune mandoline" (1975.) – Tereza Kesovija
- "Moja Ane broji dane" (1975.) – Libertas
- "Cvrčak cvrči Ane" (1975.) – Ðorđi Peruzović
- "Ja ne mogu drugo nego da je ljubim" (1975.) – Mišo Kovač
- "Šumi more" (1975.) – Dubrovački poklisari
- "Vratija se barba iz Amerike" (1975.) – Pro Arte
- "Skalinada" (1976.) – Oliver Dragojević
- "Sviraj mi, sviraj" (1976.) – Tereza Kesovija
- "Hiljade bijelih marama" (1976.) – Kemal Monteno
- "Život je maskenbal" (1976.) – Teška industrija
- "U kamenu pjesma piše" (1976.) – Miki Jevremović
- "Tiho je negdje svirala mandolina" (1976.) – Dubrovački trubaduri
- "Malinkonija" (1977.) – Oliver Dragojević
- "Romanca" (1977.) – Oliver Dragojević
- "Noćas ćemo zemlji k´o materi reći" (1977.) – Mišo Kovač
- "Samo tvoje ime znam" (1977.) – Pepel in kri
- "Mjeseče, ti stari druze moj" (1977.) – Miki Jevremović
- "Diridonda" (1977.) – Novi fosili
- "Oprosti mi, pape" (1978.) – Oliver Dragojević
- "Poeta" (1978.) – Oliver Dragojević
- "Cvit Mediterana" (1978.) – Oliver Dragojević
- "Tvoja barka mala" (1978.) – Ljupka Dimitrovska
- "Spavaj, cvite moj" (1978.) – Ljupka Dimitrovska
- "Samo simpatija" (1978.) – More
- "Jedina moja" (1978.) – Miki Jevremović
- "Nostalgija" (1978.) – Libertas
- "Sunce djetinjstva" (1978.) – Kemal Monteno
- "Elada" (1978.) – Ivica Šerfezi
- "Vjeruj u ljubav" (1979.) – Oliver Dragojević
- "Reci mi tiho, tiho" (1979.) – Novi fosili
- "Mladosti, moja lijepa radosti" (1979.) – Tereza Kesovija
- "Četiri stađuna" (1979.) – Meri Cetinić
- "Panonski mornar" (1979.) – Đorđe Balašević
- "Tu je Dalmacija" (1979.) – Pepel in kri
- "Ljetu je mome kraj" (1978.) – Zlatko Pejaković
- "Nadalina" (1980.) – Oliver Dragojević & Boris Dvornik
- "Piva klapa ispo´ volta" (1980.) – Oliver Dragojević
- "Zvono djetinjstva" (1980.) – Kemal Monteno
- "Dobra ti večer, mati moja" (1980.) – Mišo Kovač
- "Čuješ li me, jel´ ti drago" (1980.) – Novi fosili
- "Apuntamenti" (1980.) – Pepel in kri
- "Šjor Bepo bagulin" (1980.) – Đani, Tomislav & Vedran
- "Ništa nova, ništa nova" (1980.) – Radojka Šverko
- "Staro vino" (1980.) – Miki Jevremović
- "Lastavica" (1980.) – Meri Cetinić
- "Majka Maru" (1980.) – Ljupka Dimitrovska
- "Maslina je neobrana" (1980.) – klapa "Šibenik"

## Pjesme za cijelo ljeto 1981. – 1986.
Pjesme sa Splitskih festivala bile su godinama zvučna kulisa svih naših ljetovanja u Makarskoj, Trogiru i drugdje širom jadranske obale. To se nastavlja i u novoj festivalskoj dekadi, tokom 1980-ih godina, kad su ploče sa "Splita" najprodavaniji festivalski i kompilacijski album zagrebačkog "Jugotona". To ni ne čudi, ako se zna, da na ovom festivalu nastupaju samo najbolja imena domaće zabavne muzike. 
Jedno od njih bilo je i Vajta, velika svejugoslavenska zvijezda iz Travnika, koja je krajem 1970-ih i početkom 1980-ih bila na vrhuncu svoje slave. Seid Memić Vajta pjeva 1981. "Mornarevu pjesmu" uz pratnju ženske klape "Filip Dević" iz Splita i postaje pobjednik splitske festivalske publike. Iste godine uvodi se i nova festivalska večer, nazvana "Ustanak i more", koja je bila zamišljena kao jedna vrsta posvete tekovinama Revolucije i djelu maršala Tita. Sve do 1990. na ovoj alternativnoj večeri rodoljubivo-revolucionarne pjesme nastupali su prvaci domaće zabavne muzike, pjevajući pjesme o slobodi, herojstvu ratnih dana, djevojkama s kapom na glavi, "Galebu", ali i pokretu Nesvrstanih i španskim borcima. Pa ipak, generalno se stiče dojam, da festival pomalo posustaje za zlatnim uspjesima kasnih 1970-ih godina, iako diskografi bilježe porast prodaje ploča. Na 22. Splitskom festivalu 1982. godine organizatori prilaze novom načinu glasanja po principu play-offa, u kojem najbolja tri izvođača iz šest različitih grupa ulaze u finalnu večer. Skandal se desio, kad su se u istoj grupi trebali sučeliti Oliver i Tereza, nakon čega je Oliver- jednostavno napustio Prokurative, što su mediji kao ljetnu priču veoma rado dočekali. Ipak, te 1982. godine na "Splitu" briljira pjesma. Zahvaljujući odličnoj interpretaciji Zorice Kondža, solistice grupe "Stijene", pjesma "Ima jedan svijet" odnosi prvu nagradu stručnog žirija, a "Vrati se" Mile Hrnića prvu nagradu publike, koja se zapravo računa kao "pravi" Grand Prix. Naredne godine Splitski festival ponovo doživljava svojevrsnu reprizu zlatnih 1970ih godina. Te su se 1983. s Prokurative mogle čuti pjesme za sva vremena, tako da se s pravom ovo festivalsko ljeto može proglasiti festivalom hitova. Ovdje se ubrajaju antologijska "Ludo more", koju je pjevao Miki Jevremović, vječiti dalmatinski evergreen "A vitar puše" Olivera Dragojevića, lagani ljetni hit Nede Ukraden "Doviđenja, zaboravi me" ili pobjednička melodija "Dalmacijo, ljubav si vječna" Mila Hrnića. "Split" je te godine vrvio i glumcima – Frano Lasić pjevao je nezaboravnu šansonu "Zagrljeni" punu mediteranske dramatike, a Nela Eržišnik "Ćakulonu" u duetu s Draženom Žankom, pjesmu o dalmatinskoj pričalici, koja zna čak i "gdje se rodio vrag". 1984. godine Prokurative spremaju iznenađenje, jer te godine sasvim nenadano pobjeđuje apsolutni debitant Neno Papić s jednostavnom i skromnom dalmatinskom pjesmom "Pusti me majko". Novinari su te godine bili posebno zainteresirani za festival: čak ih je 250 bilo akreditirano u press-centru festivala. Festivalsko ljeto 1984. ostat će prvenstveno zapamćeno po "Skitnici", koja je Jasnu Zlokić katapultirala u vrh domaće estrade, ali i po veseloj zajebantskoj poskočici Duška Mucala i njegove "Prave kotke", koji su pjesmom "K-15" opisali sva naša putovanja na more, sedam dana torture s porodicom, ceremonija otvaranja mesnog doručka na travi i ostale popratne elemente odmora radničke klase. Među favoritima festivala bio je i Milo Hrnić s velikim diskografskim hitom "Bez tebe", a ne treba zaboraviti ni duet iz snova "Samo ti", koju su otpjevali Đorđi Peruzović i Snježana Naumovska. 
Jubilarni 25. Splitski festival 1985. godine donosi "Pokoru" Zorice Kondža, "Tajnu života" Tereze Kesovije i "Zar je voljeti grijeh" Jasne Gospic. "Split ´85" tuče svaki rekord sa 170.000 prodanih nosača zvuka, prije samog festivala i čak 270 akreditiranih novinara. Ni sljedeća godina ne zaostaje za uspjehom, iako se neki novinari žale na komercijalizaciju festivala i njegovo tematsko naslanjanje na beogradski MESAM. Te 1986. objavljene su već legendarne "Konoba" s Meri Cetinić i Tedijem Spalatom, "Vrijeme ljubavi" Zorice Kondža, "Molim te, ostani" Tereze Kesovije i "Mižerja" Olivera Dragojevića. Prvi se put uvodi i autorska večer, a prva je posvećena Zdenku Runjiću, koji plasira 12 novih pjesama. Sama će se autorska ploča prodati u većoj nakladi, no festivalski album s 28 pjesama, što govori o privlačnosti melodija s Runjićevim potpisom
Splitski biseri 1981. – 1986.:
- "Mornareva pjesma" (1981.) – Vajta
- "U prolazu" (1981.) – Meri Cetinić
- "Ne budi me, mati" (1981.) – Novi fosili
- "Vrati se" (1982.) – Milo Hrnić
- "Lipo si me svitovala, mati" (1982.) – Ivo Pattiera
- "Ja sam pjesma" (1982.) – Tereza Kesovija
- "Karoca" (1982.) – Oliver Dragojević
- "Zaboravi Espanju" (1982.) – Zlatko Pejaković
- "Ima jedan svijet" (1982.) – Stijene
- "A vitar puše" (1983.) – Oliver Dragojević
- "Na kušinu" (1983.) – Tereza Kesovija
- "Dalmacijo, ljubav si vječna" (1983.) – Milo Hrnić
- "Ludo more" (1983.) – Miki Jevremović
- "Dobra večer, uzorita" (1983.) – Kemal Monteno
- "Doviđenja, zaboravi me" (1983.) – Neda Ukraden
- "Kokolo" (1983.) – Magazin
- "Malena" (1983.) – Zlatko Pejaković
- "Živjela ljubav" (1983.) – Meri Cetinić
- "Zagrljeni" (1983.) – Frano Lasić
- "Antonio" (1984.) – Maja Odžaklijevska
- "Split" (1984.) – "777"
- "Samo ti" (1984.) – Đorđi Peruzović & Snježana Naumovska
- "Skitnica" (1984.) – Jasna Zlokić
- "Luce mala" (1984.) – Oliver Dragojević & Mare
- "K-15" (1984.) – Prava kotka
- "Reci mi pjesmom" (1984.) – Pepel in kri
- "Serenada i mandoline" (1985.) – Grupa 777 i Krunoslav Slabinac
- "Pokora" (1985.) – Zorica Kondža
- "Pjesmo moja" (1985.) – Jasna Zlokić
- "Vrati mi, vrati sve" (1985.) – Magazin
- "Tajna života" (1985.) – Tereza Kesovija
- "Zar je voljeti grijeh" (1985.) – Jasna Gospić
- "Mižerja" (1986.) – Oliver Dragojević
- "Konoba" (1986.) – Meri Cetinić & Tedi Bajić
- "Molim te, ostani" (1986.) – Tereza Kesovija
- "Vrijeme ljubavi" (1986.) – Zorica Kondža
- "Vrati mi dane mladosti" (1986.) – Miki Jevremović
- "Golubice bijela" (1986.) – Milo Hrnić
- "Odakle se čisti riba" (1986.) – Prava kotka

## Došla marka dinaru na more 1987. – 1991.
Kraj 1980-ih godina i raspad SFRJ "Split" doživljava postupnom komercijalizacijom i laganim odmakom od dalmatinskog identiteta. Broj nagrada se povećava iz godine u godinu, baš kao i broj pjesama. U finalnoj večeri 1987. bilo ih je čak 29, no niti jedna od njih nije mogla zasjeniti Terezu Kesoviju s fantastičnom pobjedničkom pjesmom Đele Jusića "Zapjevajmo prijatelji", koja je na kraju odnijela i Zlatni grb grada Splita. Glasanje je bilo pomalo komplicirano, jer su na svoje trebali doći publika, žiri i čak 17 RTV-centara iz cijele zemlje. 
1988. za umjetničkog direktora sada već tradicionalne splitske lahkomuzičke fešte dolazi sâm Zdenko Runjić, koji na toj funkciji ostaje naredne tri godine. S jedne je strane to dobro, jer kvalitet odabranih pjesama postaje ponovo nešto bolji, s druge pak loše, jer publika naredna tri ljeta ostaje bez nacionalnih hitova Zdenka Runjića tipa "Skalinade", "Malinkonije", "Romance" ili "Poete". Od 1988. uvodi se Večer splitskih bisera, na kojoj je, u naredne tri godine, predstavljeno sve najbolje iz određene festivalske dekade. I Večer "Ustanak i more – Marjane, Marjane", iz godine u godinu dobiva na kvaliteti, tako da ne zaostaje puno za Večeri zabavnih melodija. Ključna pjesma toga ljeta bila je zasigurno "Došla marka dinaru na more", koju je pjevala Đurđica Barlović, a koja je kao i "K-15" par godina prije, na šaljiv i humorističan način progovorila o našoj ekonomskoj situaciji kasnih 1980ih. Autor obje pjesme bio je dežurni "zafrkant" Duško Mucalo, koji se tog ljeta ipak nije pojavio kao izvođač. 1989. trijumfiraju Neno Belan i "Đavoli" s nostalgičnim ljetnim šlagerom "Dugo, toplo ljeto", a za njima ne zaostaje ni prošlogodišnji pobjednik Matko Jelavić, rodonačelnik novog grčko-latinskog vala kod nas, koji ovaj put pjeva "Ti si samo za me rođena". 
Na jubilarnom 30. Festivalu zabavne muzike "Split" očito je da su došla neka druga vremena: prema pisanju nekih kroničara grčka kolonizacija je stvar prošlosti, a vidljiv je i novi duh vremena, koji sjedi u počasnoj loži u prvome redu, smješkajući se domovini i njenom svekolikom pučanstvu. Ljeto je te 1990. bilo veoma melodiozno i bogato. Na Prokurativama pjevaju Tereza Kesovija ("Ljubav je moj grijeh"), Oliver Dragojević ("Neka se drugi raduju"), Meri Cetinić ("Perlo moja"), Zlatko Pejaković ("Rodi mi, zemljo), debitanti «Daleka obala" ("Tonka"), Oliver & Zorica Kondža u duetu ("Ti si moj san"), Matko Jelavić ("Sretno ti bilo, anđele"). Među nagrađenima za 30. obljetnicu Festivala su Tereza kao najbolja pjevačica, Oliver kao najbolji pjevač i "Dubrovački trubaduri" kao najbolja grupa. Najuspješniji pjesnik bio je Tonči Zuppa, kompozitor nezaobilazni Zdenko Runjić i aranžer Stipica Kalogjera. 1991. festival nije bio održan, zbog neposredne prijetnje rata, iako je izdan dvostruki festivalski album i album posebne Večeri domoljubne pjesme "Lijepa naša". Od 34 nove melodije valja izdvojiti duet Nene Belana i Anje Šovagović-Despot, te pjesme Radojke Šverko, Ibrice Jusića i Meri Cetinić. Zanimljivo, ali po prvi put se nakon 1974. na jednom festivalskom izdanju nisu pojavili ni Oliver, ni Zdenko Runjić. 
Splitski biseri 1987. – 1991.:
- "Zapjevajmo prijatelji" (1987.) – Tereza Kesovija
- "Addio bella" (1987.) – Jasna Zlokić
- "Stine" (1987.) – Oliver Dragojević
- "Nismo mi bez cilja" (1987.) – Josipa Lisac
- "Nek´ još jednom sviraju" (1987.) – Radojka Šverko
- "Obična žena" (1987.) – "Stijene"
- "Zbog tvoje ljubavi" (1988.) – Zorica Kondža
- "Jubav si moja zauvik" (1988.) – Meri Cetinić
- "Majko" (1988.) – Matko Jelavić
- "Što to bješe ljubav" (1988.) – Oliver Dragojević
- "Isplest ću bijeli vijenac" (1988.) – Neda Ukraden
- "Došla marka dinaru na more" (1988.) – Đurđica Barlović
- "Smiraj" (1988.) – Đorđi Peruzović
- "Kad sam bio lijep i mlad" (1989.) – "Tutti frutti"
- "Ti si samo za me rođena" (1989.) – Matko Jelavić
- "Dugo, toplo ljeto" (1989.) – "Đavoli"
- "Dalmacijo, volim te" (1989.) – Đani Maršan
- "Ljubim te do bola" (1989.) – Radojka Šverko
- "Perlo moja" (1990.) – Meri Cetinić
- "Neka se drugi raduju" (1990.) – Oliver Dragojević
- "Ljubav je moj grijeh" (1990.) – Tereza Kesovija
- "Tamo gdje sam rođen" (1990.) – Tomislav Ivčić
- "Rodi mi, zemljo" (1990.) – Zlatko Pejaković
- "Još mirišu kušini" (1990.) – Radojka Šverko
- "Sretno ti bilo, anđele" (1990.) – Matko Jelavić
- "Tonka" (1990.) – "Daleka obala"
- "Ti si moj san" (1990.) – Oliver Dragojević & Zorica Kondža
- "Ljubav postoji zbog nas" (1991.) – Neno Belan & Anja Šovagović-Despot
- "Drugi vitri sada pušu" (1991.) – Meri Cetinić
- "Što si sanjala" (1991.) – Ibrica Jusić
- "Prokurative" (1991.) – Radojka Šverko
- "Samo iluzija" (1991.) – Josipa Lisac
- "Ja sam zet skoro za pet" (1991.) – Mucalo

## Zaboravljena ljeta 1992. – 1995.
I dok su u pozadini pucali topovi, s Prokurative se mogla čuti pjesma. Doduše, pjesma je bila puno tiša no obično, a izostale su i brojne zvijezde, koje smo bili navikli gledati iz godine u godinu. Sve je puklo 1993. godine, kad Zdenko Runjić, prvi kompozitor "Splita", zbog nesporazuma s upravom festivala, odlučuje napustiti Prokurative i na Zvončacu osnovati drugi, konkurentski festival "Melodije hrvatskog Jadrana" ili, kako je on to rado volio naglasiti, "pravi Split". I dok su 1992. na još jednom, posljednjem zajedničkom festivalu pjevali Oliver Dragojević, Tereza Kesovija, Meri Cetinić, Zlatko Pejaković, Matko Jelavić i nova, mlada zvijezda "Splita" – Gibonni, Zdenko Runjić ih je naredne godine sve okupio na prvim "Melodijama" na bazenima Zvončaca. Prokurativama su ostali vjerni Radojka Šverko, Ibrica Jusić, Zorica Kondža, Ljupka Dimitrovska, Vice Vukov, "Tutti frutti" i punodrugih, o kojima se danas malo zna. 1994. festival se u pjesmi ponovo vraća moru i Dalmaciji. Vidljivo je to iz naslova nekih festivalskih uspješnica tog ljeta: "Nek zapjeva stara klapa" (Tereza Kesovija), "Rajski cvite moj" (Maja Blagdan), "Dok ploviš morima" (Zorica Kondža), "Dalmacija rap" (Dino Dvornik), "Kora kruha u vinu" (Vinko Coce), "Švere su stale" (Vice Vukov), "Putovanje" (Radojka Šverko), "Lipa Dalmacija" (Ljupka Dimitrovska). 
Ništa lošije nije bilo ni 1995., ako ne zaboravimo da je pola Balkana gorilo i da su putevi bili puni izbjeglica. Na Prokurativama se mogla osjetiti lagana letargija i žal za prošlim, mirnijim vremenima, no jednako je tako bilo pjesama, koje su plijenile optimizmom. Jedna je od njih "Ništa kontra Splita", svojevrsna himna novog Splita, koju je pjevao Dino Dvornik, a koji je na početku izvedbe iznesen u mrtvačkom sanduku, iz kojeg je potom izašao! Festival je imao jubilarni karakter i bio je posvećen 1700. obljetnici grada pod Marjanom. Tim povodom nastupio je i Gibonni, tada nova splitska muzička nada, koji je Splitu posvetio pjesmu "Rodni grad". Kao i ljeta prije, i ovaj su put zablistale Radojka Šverko ("Lanterna"), Zorica Kondža ("Tko je kriv"), Tereza Kesovija ("Tamo sam rođena") i Kemal Monteno ("Zaboravi"), možda kao posljednje zvijezde pred festivale, koji su tek trebali uslijediti. 
Splitski biseri 1992. – 1995.:
- "Od mora do mora" (1992.) – "Daleka obala"
- "Zaboravi" (1992.) – Neno Belan
- "Bez tebe" (1992.) – Oliver Dragojević
- "Tebe nisam bio vrijedan" (1992.) – Gibonni
- "Da je meni s tobon kroz pasike" (1992.) – Tomislava Miše & Vinko Coce
- "Friži" (1992.) – Vesna Ivić
- "Zaboravljeno ljeto" (1993.) – Ibrica Jusić
- "Govore mi mnogi ljudi" (1993.) – Dražen Zečić
- "U ljetnu noć" (1993.) – Mladen Grdović & Marina Tomašević
- "Žena" (1993.) – Radojka Šverko
- "Više ništa nije kao prije" (1993.) – Boris Novković
- "Sićaš li se di je lungo mare" (1993.) – Vinko Coce
- "Dalmacija rap" (1994.) – Dino Dvornik
- "Nek´ zapjeva stara klapa" (1994.) – Tereza Kesovija
- "Do posljednjeg daha" (1994.) – Neno Belan & Zorica Kondža
- "Dok ploviš morima" (1994.) – Zorica Kondža
- "Rajski cvite moj" (1994.) – Maja Blagdan
- "Putovanje" (1994.) – Radojka Šverko
- "Pričaju mi prijatelji" (1994.) – Ibrica Jusić
- "Ništa kontra Splita" (1995.) – Dino Dvornik
- "Mornaru moj" (1995.) – Minea
- "Dalmatinac" (1995.) – Mladen Grdović
- "Lanterna" (1995.) – Radojka Šverko
- "Kartolina" (1995.) – Ibrica Jusić
- "Tko je kriv" (1995.) – Zorica Kondža
- "Zaboravi" (1995.) – Kemal Monteno
- "Kad mendule procvitaju" (1995.) – Đani Maršan & Amenda

## Zvijezda koja pada 1996. – 2002.
Festival je na prijelazu milenija doživio veliki pad. Došlo je do primjetne smjene generacija, koja ipak nije donijela pjesmu, nego tek samo scenski show. S izuzetkom 1997. i možda 2000. godine, sva ostala festivalska ljeta bolja su da se zaborave. 
Doduše, ne treba zaboraviti činjenicu, da su Prokurative bile duboko u sjeni daleko nadmoćnijih "Melodija hrvatskog Jadrana" Zdenka Runjića, na kojima su iz godine u godinu nastupali sve sami prvaci domaće zabavne muzike, napose oni iz Splita. Dotle su Prokurative tražile sebe, pomalo izgubljene u novom vremenu tranzicije, skučene između slavne prošlosti i budućnosti, koja se tek samo nazirala. Neki su novinari nakon "Splita ´96" napisali da "Splitu" treba popravni, što se može reci i za kasnija godišta. Doduše, izuzetaka uvijek ima, a među njima su u ovom periodu Dino Dvornik, Dean Dvornik, Toni Cetinski, Tedi Spalato, "Tutti frutti", pa čak i Nina Badrić, Divasice i Ivana Banfić, koje su se tu i tamo znale pojaviti na Prokurativama. Jubilarni 40. Splitski festival 2000. godine vraća Prokurativama malo izgubljenog sjaja, no to neće biti baš sasvim dovoljno. 
Splitski biseri 1996. – 2002.:
- "Neka noćas dođu svi" (1996.) – Toni Cetinski
- "Ja za ljubav neću moliti" (1996.) – Nina Badrić
- "Fatamorganaurokana" (1996.) – Ivana Banfić
- "Tvoje ime" (1996.) – Ljiljana Nikolovska
- "Zarobljena" (1997.) – Zorica Kondža
- "Vraćam ti se opet, Dalmacijo, mati" (1997.) – Alen Nižetić & Sanja Erceg-Vrkalo
- "Blizu oltara" (1997.) – Dino Dvornik
- "Ti i ja kad zbrojimo sve" (1997.) – Dean Dvornik
- "Vrati se" (1997.) – Dado Topić
- "Mirakule za te činin" (1997.) – Ante Ivić & Tonči Petković
- "Tvoje plave kose" (1998.) – Novi fosili
- "Vjenčanje" (1998.) – Dino Dvornik
- "Navigator" (1998.) – Ivana Banfić
- "Još i sad" (1998.) – Nina Badrić
- "Ne mogu ja bez tebe" (1999.) – Ivan Mikulić
- "To mi radi" (1999.) – Dino Dvornik
- "Balada o šarku" (1999.) – Dean Dvornik
- "Da ili ne" (1999.) – Divas
- "More moje" (2000.) – "Kvartet Gorgonzola" i klapa "Kumpanji"
- "Sastavi me, Bože, s njom " (2000.) – Dean Dvornik
- "Pismo moja uzorita" (2000.) – Matko Jelavić
- "Dobar dan ti, dušo" (2001.) – Zorica Kondža & Toni Cetinski
- "Predaleko" (2001.) – Ivana Banfić
- "Fera´ bez noći" (2001.) – Zoran Jelenković
- "Telefon" (2002.) – Dino Dvornik
- "Nemam kome dati svoje zore" (2002.) – Ivan Mikulić
- "Pogodila me sudbina" (2002.) – Alan Hržica

## Novi početak 2003. – 2005.
Novi festivalski koncesionar "Splita" postao je 2003. Zdenko Runjić. 2002. održane su posljednje "Melodije Jadrana", tako da je Runjićeva producentska kuća "Skalinada" spremna da organizira "Nove Melodije na Prokurativama", kako je to svojevrsno ujedinjenje dva festivala kao slogan označeno u press-materijalu. Na Prokurativa se doduše te 2003. i 2004. vratio dio pjevačkih imena, ali je pomalo izostao sjaj. Nakon dugo godina ovdje pjevaju Doris Dragović, "Magazin", Hari Rončević i Jasna Zlokić, te po prvi put Petar Grašo, Giuliano i ostala plejada novih splitskih imena. Festivalska izdanja 2003. i 2004. su puna recentnih, komercijalnih imena mladih instant-zvijezda za jedno ljeto, što se osjeti i na albumima sa "Splita". Festival je tu, ali kao da se još traži, kao da to nije to! 
I onda: 2005. – novo 45. jubilarno festivalsko ljeto, održano pod motom "Split se vraća kući". I uistinu: kao u kakvoj bajci s happy endom, na Prokurativama su ponovo zapjevali Radojka Šverko, Kemal Monteno, Meri Cetinić, Ibrica Jusić, Zorica Kondža, Mladen Grdović, Vinko Coce, Massimo, Marijan Ban, Hari, Lvky i brojni drugi. Izostali su doduše Huljićevi izvođači i nove instant-zvjezdice s malih ekrana, ali sve je ostalo bilo na svome mjestu. Samo što je veliki Zdenko Runjić, koji je preminuo jesen prije, bio negdje sasvim daleko.
Splitski biseri 2003. – 2005.:
- "Vera od suvog zlata" (2003.) – Petar Grašo
- "Teret ljubavi " (2003.) – Doris Dragović
- "Navodno" (2003.) – Ivana Banfić & Hari Mata Hari
- "Ćaćine riči" (2003.) – Mladen Grdović
- "Iluzije" (2003.) – Alka Vuica
- "Da li znaš da te ne volim" (2003.) – Magazin
- "Moj si anđeo" (2004.) – Ivana Radovniković
- "Pismo" (2004.) – Maja Blagdan
- "Ako ljubav nebo zna" (2004.) – Jasna Zlokić
- "Miris žene" (2004.) – Jacques Houdek
- "Dvi ribe, dva kumpira" (2004.) – "Gusari s Neretve" & Rafo
- "Bižidu dani" (2005.) – Ban & Ostali
- "More li" (2005.) – Vinko Coce
- "Licem u lice" (2005.) – Radojka Šverko
- "Ružo moja bila" (2005.) – Goran Karan
- "Da je moja mandolina znala" (2005.) – Kemal Monteno
- "Idi s njom" (2005.) – Zorica Kondža
- "Karta devera" (2005.) – Massimo Savić
- "Biži ća!" (2005.) – Luky
- "Vrime čini svoje" (2005.) – Đorđi Peruzović

## Serenada Splitu 2006. – 2008.
Uspješan koncept, kojeg su Prokurative vidjela već na "Splitu" 2005., Tomislav Mrduljaš, novi umjetnički direktor Festivala nastavio je i narednih godina. Povratak tradicionalnoj dalmatinskoj pjesmi, iznimno visok kvalitet interpretacija (pjevanje uživo), kao i sam pjevački vrh na festivalskoj pozornici, garantirao je novom Splitskom festivalu veliki uspjeh. Pjesme su se rado slušale, a i nosači su se zvuka – usprkos krahu diskografske industrije u cijelom svijetu – redovito kupovali. Kritičari su doduše zamjerali da se na Prokurativama pjeva o Dalmaciji kakva nikad nije postojala, ispostavljajući račun tradicionalistima u žiriju poput Gorana Pelaića, no kritika ne stoji, jer su se na "Splitu" zadnjih godina povremeno znali pojaviti i mladi sastavi ili izvođači s nešto modernijim muzičkim izrazom. Pa ipak, Prokurative su na dobrom putu da se vrate staroj slavi. Jedino što je izostalo, poglavito zadnje dvije godine, to je taj poznati splitski "šušur" oko festivalskih nagrada. Naime, kako se nagrade nisu dodjeljivale (tek nakon godinu dana, i to samo za najizvođeniju skladbu, koja je ujedno i dobitnik Grand Prixa Festivala), Festival se publici i novinarima na tren znao dojmiti i dosadnim. 
Splitski biseri 2006. – 2008.:
- "Zauvijek" (2006.) – Zorica Kondža
- "Da me pojubiš" (2006.) – Goran Karan
- "Škoju moj" (2006.) – Jozefina & Trio Rio
- "Naša pisma" (2006.) – Zrinka, Zoran Bebić i vokalisti Salone
- "Mali dućan" (2006.) – Studio Frendo
- "Sve je to za ljude" (2007.) – Mladen Grdović
- "Serenada Splitu" (2007.) – Tereza Kesovija
- "Gospe moja" (2007.) – Jelena Rozga
- "Evo mene" (2008.) – Danijela
- "Svit ne more znat" (2008.) – Doris Dragović
- "Još se moje more umorilo nije" (2008.) – Đani Maršan
- "Šteta duše, šteta tila" (2008.) – Giuliano & grupa "Viva"
- "Kutija od cipela" (2008.) – Teška industrija
- "Besida mojih didov" (2008.) – Tomislav Bralić & Klapa Intrade
- "Za tebe čuvam sebe" (2008.) – Kaliopi

## Nema više one pisme 2009. – 2013.
I u narednim godinama festival nastavlja u već prepoznatljivom stilu koji mu vraća stari sjaj. Na Prokurative se vraćaju poznata estradna imena, među kojima su Severina, Alka Vuica, Electro team, Maja Šuput, Danijela Martinović, Zlatko Pejaković i drugi. Kvalitetu festivala doprinijeli su i debitanti, a neki od njih su Igor Cukrov, Ivan Zak, Martina Vrbos, Lidija Bačić, Neda Parmać, Ivana Kovač i ostali. 
Splitski biseri 2009. – 2013.:
- "Ćiribiribella" (2009.) – Las Balkanieras
- "Rodit ću ti'ćer i sina" (2009.) –  Jelena Rozga
- "Sve dok dišem imaš me" (2009.) – Dean Dvornik
- "'Ko to pita" (2009.) – Severina
- "Nema više one pisme" (2010.) – Tereza Kesovija
- "Sijamski blizanci" (2010.) – Magazin
- "Bižuterija" (2010.) – Jelena Rozga
- "Bez tebe" (2010.) – Kemal Monteno
- "Na drugi način" (2010.) – Klapa Iskon
- "Gospe od žalosti" (2011.) – Lidija Bačić
- "Fućka mi se" (2011.) – Jasmin Stavros
- "Maslačak" (2011.) – Magazin
- "Ankora" (2011.) – Marko Pecotić Peco
- "Razmažena" (2011.) – Jelena Rozga
- "Nisam te sreće" (2011.) – Tomislav Bralić & Klapa Intrade
- "Dolaziš" (2011.) – Đorđi Peruzović
- "Zbogom pameti" (2012.) – Ivan Zak
- "Solo igračica" (2012.) – Jelena Rozga
- "Najbolja" (2012.) – Martina Vrbos
- "Brodolom" (2012.) – Danijela Martinović
- "Ljubav bez kraja" (2012.) – Zorica Kondža
- "Dušu nemaš ti da me na njoj nosiš" (2012.) – Magazin
- "Čovik tvoj" (2012.) – Goran Karan
- "Naša priča" (2012.) – Đorđi Peruzović
- "Vozačka dozvola" (2013.) – Lidija Bačić
- "Sto godina samoće" (2013.) – Jole
- "Pipi" (2013.) – Studio Frendo
- "Nima šoldi, e pa ča" (2013.) – Ivana Kovač
- "Ćaća" (2013.) – Klapa Rišpet
- "Isti kao ti"(2013.)  – Magazin
- "Cappuccino" (2013.) – Danijela Martinović

## Pobjednici Festivala
Svi pobjednici splitskog Festivala zabavne glazbe po godinama održavanja:
- 1960. Festival nije bio natjecateljskog karaktera
- 1961. Festival nije održan
- 1962. Tereza Kesovija
- 1963. Anica Zubović
- 1964. Tereza Kesovija
- 1965. Vice Vukov
- 1966. Vice Vukov
- 1967. Vice Vukov
- 1968. Vice Vukov
- 1969. Tereza Kesovija
- 1970. Radojka Šverko
- 1971. Mišo Kovač
- 1972. Đorđi Peruzović
- 1973. Tereza Kesovija
- 1974. Oliver Dragojević
- 1975. Mišo Kovač
- 1976. Tereza Kesovija
- 1977. Mišo Kovač i klapa "Šibenik"
- 1978. Oliver Dragojević
- 1979. Zlatko Pejaković
- 1980. Oliver Dragojević
- 1981. Seid Memić Vajta
- 1982. grupa "Stijene"
- 1983. Milo Hrnić
- 1984. Neno Papić
- 1985. Krunoslav Slabinac & grupa "777"
- 1986. Tereza Kesovija
- 1987. Tereza Kesovija
- 1988. Matko Jelavić
- 1989. Zdravko Škender
- 1990. Oliver Dragojević
- 1991. Festival zbog velikosrpske agresije na Hrvatsku nije održan
- 1992. Zlatko Pejaković
- 1993. Vinko Coce
- 1994. Zorica Kondža
- 1995. Dino Dvornik
- 1996. Toni Cetinski
- 1997. Zorica Kondža/Alen Nižetić i Sanja Erceg Vrekalo
- 1998. Nina Badrić
- 1999. Mišo Kovač/Divas
- 2000. Josipa Lisac
- 2001. Zorica Kondža i Toni Cetinski
- 2002. Dino Dvornik i Perle
- 2003. Petar Grašo
- 2004. Magazin
- 2005. Goran Karan
- 2006. Zorica Kondža
- 2007. Jelena Rozga
- 2008. Jelena Rozga
- 2009. Đani Stipaničev
- 2010. Klapa DVD-a Žrnovnica – Sveti Florijan feat. Ante Čedo Martinić
- 2011. Jelena Rozga
- 2012. Tomislav Bralić & klapa "Intrade"
- 2013. klapa "Rišpet"
- 2014. Alen, Marko i Duje Coce feat. klapa "Čiovo" i Robert Kurbaša
- 2015. Petar Grašo
- 2016. Mladen Grdović i klapa Munita
- 2017. Marko Škugor
- 2018. Domenica & Damir Kedžo
- 2019. Goran Karan & Tedi Spalato i kl. Sv. Juraj
- 2020. Neno Belan & Zorana Kačić Čatipović
- 2021. Cambi & TBF ft. ST Koke
- 2022. Luka Nižetić
- 2023. Đorđi Peruzović
- 2024. Saša Jakelić
- 2025. Hrvoje Burazer-Pavešković

## Voditelji
Gordana Bonetti, Ljubo Jelčić, Oliver Mlakar, Ivo Tomičić i dr.

## Arhiv
Veliki dio festivalske dokumentacije uništen je početkom 90-ih kad se uređivao Teatrin na Prokurativama.
Splitski festival od 1999. više ne postoji u arhivu. Osim fotografija i drugih materijala koje je glazbeni kroničar Goran Pelaić uspio sačuvati i fragmentirane građe koja je po privatnim stanovnima, cjelokupna arhivska građa Dalmacijakoncerta je uništena, tako da od 1999. godine više ne postoji, jer je spaljena na Karepovcu.

## Stručni ocjenjivački sud
Članovi stručnog ocjenjivačkog suda bili su Ferdo Pomykalo, Vinko Lesić, Josip Mirošević, Josip Biskupović, Danica Markulin, Goran Pelaić...

## Vanjske poveznice
http://www.splitskifestival.com/index.php  Arhivirana inačica izvorne stranice od 9. prosinca 2011. (Wayback Machine) – službena stranica festivala
- Goran Pelaić: Od POŠK-a do Prokurativa